# 郭紀
郭紀（1419年—？），字彥理，山西大同府大同縣人，民籍，明朝政治人物。同進士出身。

## 生平
正統九年（1444年）甲子科山西鄉試第一名。景泰二年（1451年）辛未科會試第一百八十八名，殿試登進士第三甲第五十四名。

## 家族
曾祖郭宗堅。祖父郭仁輝。父亲郭良，曾任應天府知事。